# Ana Pereira Braga
Ana Pereira Braga (Peixe, 29 de novembro de 1923 – Goiânia, 20 de junho de 2023) foi uma escritora, historiadora, pedagoga, socióloga, jornalista, advogada e política brasileira.
Serviu como vereadora na 1.ª legislatura da Câmara Municipal de Goiânia e deputada estadual por Goiás na 4.ª legislatura da Assembleia Legislativa. Ana Braga serviu ainda como Procuradora de justiça de Goiás e primeira-dama de Tocantinópolis e Porangatu, pois foi casada com o médico e político Trajano Machado Gontijo Filho. Sua notabilidade se dá pelo fato de ser uma das primeiras mulheres a ingressar na política goiana e por ser membro e cofundadora da Academia Feminina de Letras e Artes de Goiás. Ana Braga residia em Goiânia e se encontrava aposentada, até seu falecimento em 20 de junho de 2023.

## Primeiros anos
Ana Pereira Braga nasceu em Peixe, cidade pertencente ao estado de Goiás, em 29 de novembro de 1923. Seus pais eram Edetina Nunes e Anísio Pereira Braga. Seu avô materno, Joaquim Nunes Pinheiro, era médico. Sua educação foi em múltiplos lugares com variados docentes, como Adelina Gonçalves (Porangatu), Fanny de Oliveira Macedo (Peixe) e de Ana de Oliveira (Trindade), mas o local onde cursou seu ensino médio foi no Colégio Santa Clara.
Durante a época da educação de Braga, Goiás passava por mudanças sociais e políticas, como a Revolução de 1930, a Marcha para o Oeste e o Estado Novo. Além disso, houve a construção da nova capital estadual, Goiânia, sob o governo de Pedro Ludovico Teixeira, que acabaria por se tornar amigo de Ana Braga. Ainda nesse período, Ana Braga se licenciaria em Filosofia pela Universidade Católica de Goiás, além de obter bacharelado em Geografia e História pela mesma faculdade. Ela foi nomeada, por Ludovico Teixeira, professora do Colégio Santa Clara em 1945.
Ela casou em 1951 com Luiz de Queiroz, com quem teve 3 filhas. Porém, ficou viúva em 1954, quando Luiz falecera num desastre na Rodovia Belém-Brasília. Ela casou novamente com Trajano Machado Gontijo, filho em 1960 e divorciou dele em 1979.

## Carreira política

### Primeira vereadora de Goiânia

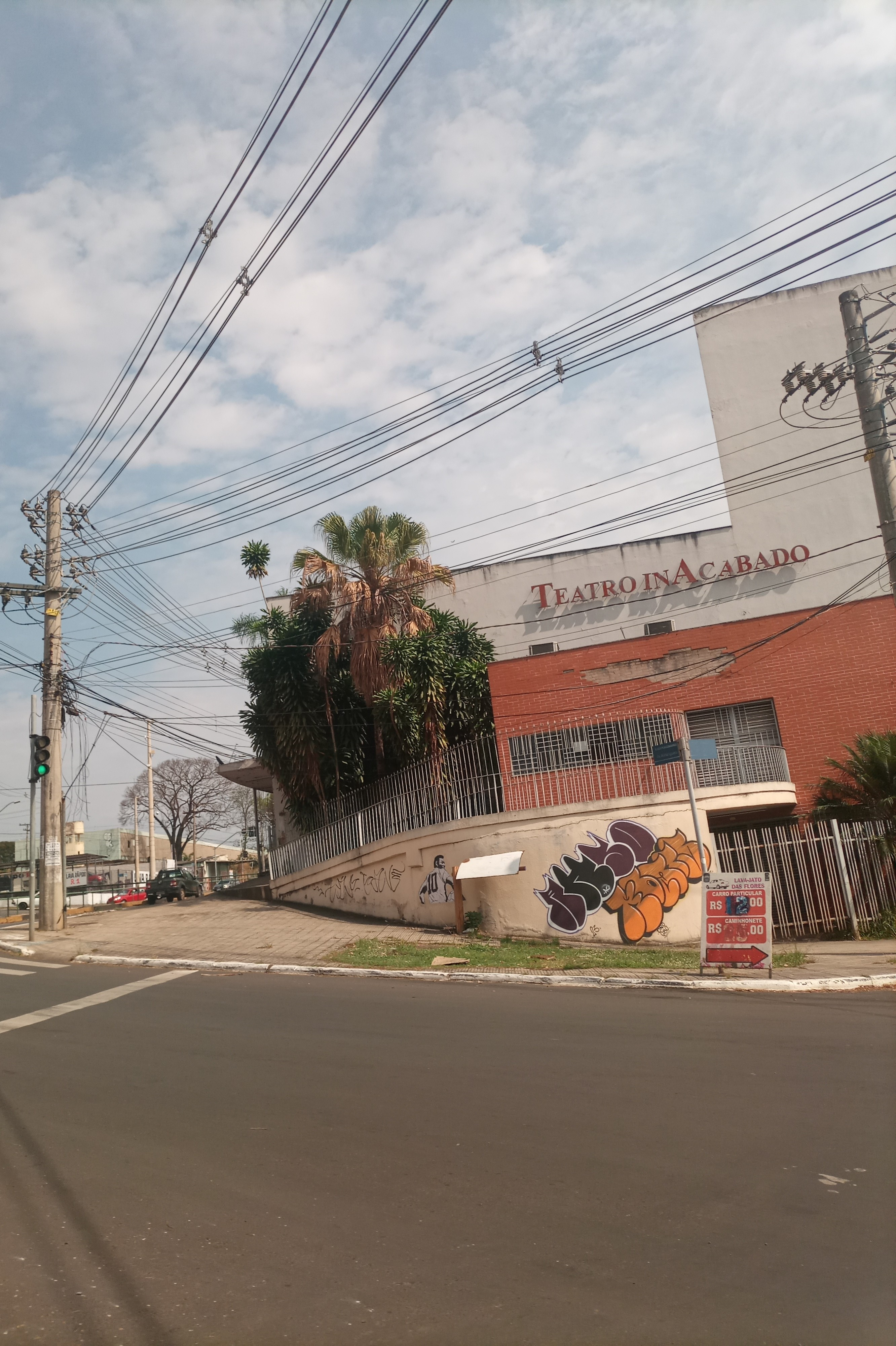
Teatro em que, Ana Braga auxiliou na construção, quando vereadora.

Após o fim do Estado Novo, Ana Braga participou das eleições municipais de 1946 e venceu como vereadora por Goiânia na 1.ª legislatura da Câmara. Devido problemas pessoais com Pedro Ludovico, Ana Pereira filiou-se à União Democrática Nacional, fundou o Diretório Regional da UDN no estado e auxiliou a campanha de governança estadual do companheiro partidário, Coimbra Bueno, em especial no médio norte do Estado. Ela acabou por vencer e tomar posse em janeiro do ano seguinte. Em seu mandato, Ana Braga foi responsável por encaminhar projetos de lei como a construção do primeiro necrotério da cidade, do albergue municipal, a edificação do Terminal Rodoviário de Goiânia, auxiliou na construção do Teatro InAcabado e fez campanha ainda em defesa dos filhos dos infectados por hanseníase. Como ocorreu a dissolução de todo o órgão do Legislativo no país em 1937, conta-se apenas a legislatura de 1947, no qual Ana Braga era a pessoa mais "ativa", fazendo-a assim a primeira vereadora de Goiânia, embora houvesse outras duas eleitas.

### Comissão de Interiorização da Capital Federal
Ana Braga, na condição de estudante de Direito, viajou até Porto Alegre para difundir a causa da mudança da capital, do Rio de Janeiro para o Planalto central. Ela fundou a Comissão de Interiorização da Capital Federal e aderiu ao Movimento Mudancista.

### Deputada estadual por Goiás

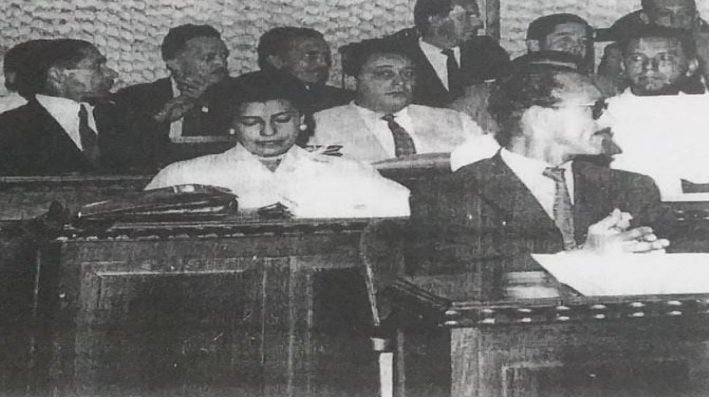
Ana Braga Machado Gontijo como Deputada Estadual em 1960, foto do acervo da ALEGO, autor desconhecido

Em 1958, Ana vence as eleições, com 3.796 votos, para ocupar uma cadeira na Assembleia Legislativa de Goiás  em sua 4.ª legislatura, pelo Partido Social Democrático. No entanto, acompanhando José Ludovico de Almeida e outros dois deputados estaduais, filiou-se ao Partido Social Progressista, devido o desgaste da imagem do PSD.Nesse mandato, ela conheceu e casou com Trajano Gontijo, com qual teve 4 filhos, tendo sido inscrita na Justiça Eleitoral e eleita como Ana Braga Machado Gontijo. Quando o marido foi eleito prefeito de Tocantinópolis, ela se transferiu para o município, exercendo a função de primeira-dama e deputada estadual, até 1962, quando o marido e ela mudam-se para Porangatu, onde esse seria eleito prefeito em 1976.

### Primeira-dama de Porangatu
Em 31 de janeiro de 1977, Trajano Machado Gontijo Filho toma posse como prefeito de Porangatu, ao lado da esposa, Ana Braga. Ela teria participação na fundação do Campus da cidade e da reforma e instauração do Centro de Tradições de Porangatu, que anteriormente pertenceu ao primeiro prefeito eleito da cidade, Ângelo Rosa. Esses feitos realizaram-se em 1980, um ano depois de seu divórcio com o médico e prefeito. Ana Braga permaneceu na política filiada à Aliança Renovadora Nacional e mais tarde, ao Partido Democrático Social.

### Outros cargos
Ana Braga seria foi coordenadora-geral do Departamento de Administração da Secretaria de Economia da Fazenda de Goiás no governo de Iris Rezende e, anteriormente, consultora técnica da Companhia Agrícola do Estado de Goiás do governo de Ary Valadão, nomeada em 1984, além de Diretora do Departamento Estadual de Cultura de Goiânia, em 1973. Em 1989, na gestão de Henrique Santillo, foi a subsecretária da Cultura do Estado realizando a I Exposição de Artes e Folclore de Goiás e o I Festival Internacional de Arte de Campo Grande, no Mato Grosso do Sul. Foi a Secretária de Serviços Sociais no governo Irapuan Costa Júnior, sendo responsável por criações de Centros de Serviços Urbanos, em especial em Porangatu.

## Carreira jurídica
Ana Pereira Braga foi aprovada em um concurso para juíza de direito e promotora de justiça na década de 1950. No entanto, ela nunca assumiu nenhum dos ofícios, pois precisava cuidar das filhas. No interlúdio de sua vereança e seu período como deputada, ela exerceu a função de procuradora de justiça do Estado de Goiás. Ela retornou à procuradoria na década de 1960, após o fim do mandato estadual, exercendo o cargo até 1973, quando se aposentou.

## Obras
As obras literárias de Ana Braga, em ordem cronológica, são as seguintes:
| Nome da obra:                                                                                  | Data de publicação: | Editora:     |
| ---------------------------------------------------------------------------------------------- | ------------------- | ------------ |
| A Comunicação do Médio Norte Goiano                                                            | 1973                | Oriente      |
| Nelly Alves de Almeida, escritora e amiga-Comentários à obra literária de Juarez Moreira Filho | 1983                | Kelps        |
| Nossa Senhora de Natividade, padroeira do Tocantins                                            | 1994                | Cartográfica |
| Dom Alano Maria Du Noday, apóstolo do Tocantins                                                | 1994                | Cartográfica |
| Retalhos                                                                                       | 2006                | Kelps        |
| Minhas lembranças na expansão da cultura tocantinense                                          | -                   | -            |

## Participação em Instituições Culturais

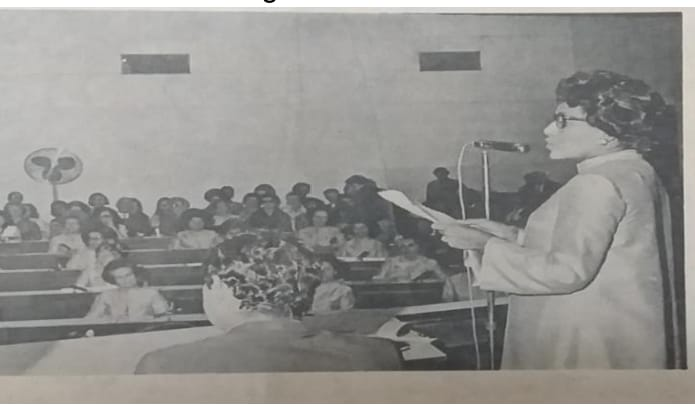
Ana Braga discursando na Assembleia Legislativa de Goiás, durante a criação da AFLAG.

Ana Braga era membro da cadeira n.º 04 e cofundadora da Academia Feminina de Letras e Artes de Goiás desde 1970, tendo sido presidente de 1994 até 2001. Ela participou ainda da fundação da Academia Tocantinense de Letras. Além disso, foi membro do Instituto Histórico e Geográfico de Goiás e da Academia Goiana de Letras. Tudo isso se deu devido sua notoriedade como uma das primeiras mulheres a ingressarem na política de Goiás e sua participação na área da educação e letras.

## Vida pessoal

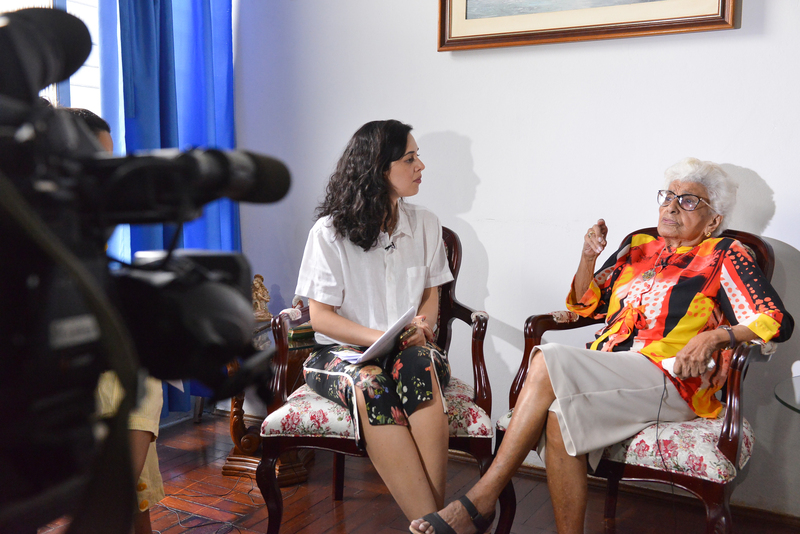
Ana Braga, em 2019, concedendo entrevista à Assembleia Legislativa de Goiás, foto de autoria Denise Xavier.

Ana Pereira Braga era católica, tendo sido educada inicialmente em um colégio de irmãs franciscanas. Além disso, era amiga do beato e padre Pelágio Sauter.

## Morte
Ana Pereira Braga faleceu em Goiânia no dia 20 de junho de 2023, aos 99 anos, de causas naturais. O velório foi no Cemitério Jardim das Palmeiras e o sepultamento ocorreu no Cemitério de Santana, setor Campinas, em cerimônia de Estado.
Em reação, o então presidente da Câmara Municipal de Goiânia, Romário Policarpo decretou luto três dias. A nota da Câmara, na íntegra foi:

Recebemos com imenso pesar o falecimento de Ana Braga de Queiroz, a primeira mulher eleita vereadora da Câmara Municipal de Goiânia. O legado de Ana Braga está para sempre registrado na história de Goiânia, de Goiás e do Brasil, em especial por sua atuação na conquista dos direitos civis das mulheres goianas e brasileiras, notadamente na política e no serviço público.

Ana Braga foi pioneira em tudo o que fez em sua vida. Sua trajetória como parlamentar, primeira-dama, professora e tribuna seguirá inspirando muitas gerações de homens e mulheres públicos. Nossos agradecimentos a Ana Braga por seu espírito destemido, por suas sempre sábias palavras de coragem e afeto e, principalmente, por seu exemplo como parlamentar e cidadã.
A Associação de Procuradores do Estado de Goiás (APEG) manifestou-se por nota de pesar, porque a mesma exerceu a Procuradoria de Justiça.
A APEG manifesta o seu profundo pesar pelo falecimento, hoje (20/06), de Ana Braga de Queiroz. A advogada e professora tinha 99 anos e morreu em casa, ao lado da família.

O velório de Ana Braga será realizado na Capela Imperial do Cemitério Jardim das Palmeiras. O sepultamento será no Cemitério Santana, às 13 horas desta quarta-feira, 21.
Pioneira em muitas áreas, Ana Braga foi a primeira mulher eleita vereadora na Câmara Municipal de Goiânia. Era bacharel em Geografia e História, licenciada em Filosofia pela Pontifícia Universidade Católica de Goiás (PUC-GO) e formada em Direito pela Universidade Federal de Goiás (UFG).
Ana Braga foi consultora técnica da Companhia Agrícola do Estado de Goiás, no governo Ary Valadão. No governo seguinte, assumiu a coordenadoria-geral do Departamento de Administração da Secretaria da Fazenda. Foi Procuradora do Estado e também era membro da Academia Goiana de Letras e Artes de Goiás (Aflag).

Aos familiares e amigos, nossas mais sinceras condolências.— Assessoria de Comunicação da APEG | Ampli Comunicação (com informações da Câmara Municipal de Goiânia)
Devido sua atuação como primeira-dama do Governo Municipal de Trajano Machado (1977-1983), em Porangatu, ela foi homenageada pela Câmara Municipal em uma nota de pesar:
Nós do Poder Legislativo Porangatuense, recebemos com imenso pesar o falecimento da Drֺª Ana Braga de Queiroz, ex-primeira dama do município. Uma mulher que deixa um legado para sempre na história de Porangatu, Goiás e o Brasil.

Entre muitas lutas das causas da sociedade está sua atuação na conquista dos direitos civis das mulheres goianas e brasileiras, notadamente na política e no serviço público.
Uma mulher atuante e na trajetória como parlamentar, primeira-dama, professora e dona de uma voz firme, forte e inspiradora na tribuna que certamente é uma eterna professora para muitas gerações de homens e mulheres públicos.
A Câmara de Vereadores agradece a Drª Ana Braga por seu espírito público e destemido e pelas sábias palavras de coragem e afeto e, principalmente, por seu exemplo como parlamentar e cidadã.
Ana Braga morreu nesta terça-feira, 20/06 e completaria 100 anos em 29 de novembro deste ano.
O velório de Ana Braga acontece na Capela Imperial do Cemitério Jardim das Palmeiras. O sepultamento será no Cemitério Santana, às 13 horas.
TRAJETORIA PÚBLICA:
A ex-vereadora eleita em 1947, dois anos após entrar na política, ao declarar apoio à candidatura de Coimbra Bueno para o governo de Goiás e fundar o diretório regional da União Democrática Nacional.
Drª Ana Braga é natural de Peixe (TO), ainda jovem mudou-se para Goiânia,  na Pontifícia Universidade Católica de Goiás (PUC-GO), tornou bacharela em geografia e história, e licenciada em filosofia. Além de se formar em direito pela Universidade Federal de Goiás (UFG).
Em 1959, foi eleita deputada estadual em Goiás e, no ano seguinte, transferiu o domicílio eleitoral de Goiânia para Tocantinópolis para acompanhar o marido, que foi eleito prefeito da cidade.
Em 1977, tornou-se primeira dama de Porangatu.
Em 1984, no governo Ary Valadão, foi nomeada consultora técnica da Companhia Agrícola do Estado de Goiás . No primeiro governo de Iris Rezende Machado, assumiu a coordenadoria-geral do Departamento de Administração da Secretaria da Fazenda.

Na Sessão Solene Especial em homenagem ao Dia Internacional da Mulher de 2016. Foram agraciadas as ex primeiras damas do município. Acompanhe o pronunciamento da ex primeira dama DOUTORA ANA BRAGA , Gestão de; 1977 à 1983. Nota de Pesar da Câmara Municipal de Porangatu